# سي اف ام الدولية
سي اف ام الدولية: (بالإنجليزية: CFM International)‏ هو مشروع مشترك بين شركة جنرال الكتريك للطيران (GE Aviation)، أحد فروع شركة جنرال إلكتريك الأمريكية و سنيكما، وهي فرع مجموعة سافران من الفرنسية. تم تاسيسها لبناء مشروع مشترك لصنع ودعم سلسلة من المحركات النفاثة والتي عرفت لاحقا باسم سي اف ام 56 (CFM56).

## التسمية
استمد أسم الشركة سي اف ام الدولية (CFM) واسم خط إنتاج المحركات سي اف ام 56 (CFM56) من تسميات المحركات التجارية للشركتين الأم وهي:
- محرك سي اف 6 (CF6) الذي تنتجة جنرال الكتريك للطيران.
- ومحرك ام 56(M56) الذي تنتجة سنيكما.

## الإنتاج
منذ تأسيسها في عام 1974 إلى أكتوبر 2011، قامت سي اف ام الدولية (CFM) بتوفير أكثر من 23,000 محرك لأكثر من 500 المستهلكين في جميع أنحاء العالم.

## منتجات
- محرك سي اف ام 56 (CFM56 (F108)
- محرك ليب «LEAP» (قيد التطوير)

## وصلات خارجية
Gunston، بيل (2006). موسوعة العالم من محركات ايرو، الطبعة 5th. طائر الفينيق مطحنة، جلوسيسترشاير، إنجلترا، المملكة المتحدة:. ساتون المحدودة للنشر ISBN 0-7509-4479-X .